# ATCC 1994
ATCC 1994 vanns av Mark Skaife, vilket var Gibson Holden-förarens andra titel.

## Delsegrare
| Bana           | Vinnare       | Märke  | Tvåa          | Märke  | Trea          | Märke  |
| -------------- | ------------- | ------ | ------------- | ------ | ------------- | ------ |
| Amaroo         | Mark Skaife   | Holden | Glenn Seton   | Ford   | Peter Brock   | Holden |
| Sandown        | Mark Skaife   | Holden | Peter Brock   | Holden | Larry Perkins | Holden |
| Symmons Plains | Mark Skaife   | Holden | Glenn Seton   | Ford   | Peter Brock   | Holden |
| Phillip Island | Glenn Seton   | Ford   | Peter Brock   | Holden | Mark Skaife   | Holden |
| Lakeside       | Larry Perkins | Holden | Jim Richards  | Holden | Mark Skaife   | Holden |
| Winton         | Glenn Seton   | Ford   | Alan Jones    | Ford   | Mark Skaife   | Holden |
| Eastern Creek  | Peter Brock   | Holden | Mark Skaife   | Holden | Alan Jones    | Ford   |
| Mallala        | Mark Skaife   | Holden | Jim Richards  | Holden | Alan Jones    | Ford   |
| Barbagallo     | Alan Jones    | Ford   | Larry Perkins | Holden | John Bowe     | Ford   |
| Oran Park      | Glenn Seton   | Ford   | Peter Brock   | Holden | Dick Johnson  | Ford   |

## Slutställning
| Plats | Förare        | Märke  | Poäng |
| ----- | ------------- | ------ | ----- |
| 1     | Mark Skaife   | Holden | 285   |
| 2     | Glenn Seton   | Ford   | 228   |
| 3     | Peter Brock   | Holden | 222   |
| 4     | Larry Perkins | Holden | 177   |
| 5     | Alan Jones    | Ford   | 177   |
| 6     | Jim Richards  | Holden | 157   |
| 7     | John Bowe     | Ford   | 156   |
| 8     | Dick Johnson  | Ford   | 117   |
| 9     | Tomáš Mezera  | Holden | 111   |
| 10    | Neil Crompton | Holden | 77    |